# Spencer (Nebraska)
Spencer é uma vila localizada no estado americano de Nebraska, no Condado de Boyd.

## Demografia
Segundo o censo americano de 2000, a sua população era de 541 habitantes.
Em 2006, foi estimada uma população de 487, um decréscimo de 54 (-10.0%).

## Geografia
De acordo com o United States Census Bureau, a localidade tem uma área de 1,4 km², sem área coberta por água.

## Localidades na vizinhança
O diagrama seguinte representa as localidades num raio de 20 km ao redor de Spencer.